# Рапапорт, Александра
Александра Сусанна Рапапорт Элиассон (швед. Alexandra Susanna Rapaport Eliasson; род. 26 октября 1971 года, коммуна Стокгольм) — шведская актриса театра и кино, продюсер.

## Биография
Александра Рапапорт родилась 26 октября 1971 года в Бромме, пригороде Стокгольма. Её родители, Эдмунд (род. 1923) и Эва Рапапорт, выходцы из Польши, отец — польский еврей, бежал в Швецию во время Второй мировой войны.
Александра училась в Шведской национальной академии театрального искусства, которую окончила в 1997 году. Её дебют состоялся в фильме Хенри Мейера «Свадьба Эллинур» в 1996 году.
После учёбы Александра участвовала в постановках Городского театра Упсалы и Королевского драматического театра в Стокгольме. В Королевском драмтеатре Рапапорт входила в постоянный состав драматической труппы, исполняла роли в «Короле Лире», «Деньгах господина Арне», «Мнимом больном», «Пигмалионе».
В 2006 году Александра была одной из радиоведущих (1 июля) программы «Sommar» (со швед. — «лето») на радиостанции SR P1.
В 2011 году Александра сыграла роль в фильме Томаса Винтерберга «Охота», номинированного на «Золотую пальмовую ветвь» 65-го Каннского кинофестиваля в 2012 году. В 2017 году Александра была удостоена премии «Кристалл» как лучшая исполнительница за роль в телесериале «Матушка Гусыня» (Александра снималась в этом сериале с 2015 года и является его продюсером).

## Семья и дети
У Александры Рапапорт и её мужа (на момент рождения сына — сожителя) Юакима Элиассона сын Эльмер Элиассон (род. 23 декабря 2007 года) и дочь (род. 2010). Александра является тётей шведских горнолыжниц Матильды (1986—2016) и Хелены Рапапорт (род. 1994).

## Избранная фильмография
| Год       |   | Русское название             | Оригинальное название        | Роль                                      |
| --------- | - | ---------------------------- | ---------------------------- | ----------------------------------------- |
| 1996      | ф | Свадьба Эллинур              | Ellinors bröllop             | София / Sofia                             |
| 1999      | ф | Цацики и полицейский         | Tsatsiki, morsan och polisen | Тина, мать Цацики / Tina (Morsan)         |
| 1999      | ф | Воин Бога                    | Myrkrahöfðinginn             | Кристина / Christina                      |
| 2001      | ф | Телохранители                | Livvakterna                  | Пернилла / Pernilla                       |
| 2001      | ф | Дом, милый дом               | Hem ljuva hem                | Ева / Eva                                 |
| 2006—2006 | с | Кронпринцесса                | Kronprinsessan               | Шарлотта Экеблад / Charlotte Ekeblad      |
| 2008—2008 | с | Сельма Лагерлёф              | Selma                        | Софи Элькан / Sophie Elkan                |
| 2008—2008 | с | Kungamordet                  | Kungamordet                  | Шарлотта Экеблад / Charlotte Ekeblad      |
| 2009      | ф | Лето с Приветом              | Sommaren med Göran           | София / Sofia                             |
| 2010—2018 | с | Убийства на Сандхамне        | Morden i Sandhamn            | Нора Линде / Nora Linde                   |
| 2010—2011 | с | Drottningoffret              | Drottningoffret              | Шарлотта Экеблад / Charlotte Ekeblad      |
| 2011      | ф | Королевские драгоценности    | Kronjuvelerna                | Марианне Фернандес / Marianne Fernandez   |
| 2011      | ф | Однажды в Пхукете            | En gång i Phuket             | Сири / Siri                               |
| 2012      | ф | Охота                        | Jagten                       | Надя, любовь Лукаса / Nadja, Lucas kärlek |
| 2015—2015 | с | Модус (сериал)               | Modus                        | Ульрика Шёберг / Ulrika Sjöberg           |
| 2015—2015 | с | Команда (сериал)             | The Team                     | Лив Эриксен / Liv Eriksen                 |
| 2015      | ф | Юхан Фальк: Тихая дипломатия | Johan Falk: Tyst diplomati   | Пернилла Васкес / Pernilla Vasquez        |
| 2015—2017 | с | Матушка Гусыня               | Gåsmamman                    | продюсер и роль Сони Эк / Sonja Ek        |